# Kamienica przy ulicy Mikołaja Zyblikiewicza 11a w Krakowie
Kamienica przy ulicy Mikołaja Zyblikiewicza 11a – zabytkowa kamienica znajdująca się w Krakowie, w dzielnicy I przy ul. Mikołaja Zyblikiewicza, na Wesołej.
Kamienica została wzniesiona w latach 1908–1909 według projektu architekta Eugeniusza Ronki.
Budynek został wpisany do gminnej ewidencji zabytków. Znajduje się na obszarze Wesołej, której układ urbanistyczny został wpisany 16 lutego 1984 do rejestru zabytków.